# Чемпионат России по лыжным гонкам 2018
Чемпионат России по лыжным гонкам 2018 проводился Федерацией лыжных гонок России с 24 марта по 15 апреля 2018 года. Состоял из трёх этапов:
- первый этап прошёл с 24 марта по 1 апреля в Сыктывкаре (РЛК им. Р. П. Сметаниной)
- второй этап состоял из женской гонки на 50 км, прошедшей в Апатитах 14 апреля 2018 года
- третий этап состоял из мужской гонкой на 70 км, прошедшей в Мончегорске 15 апреля 2018 года.

### Мужчины
| Дисциплина                           | Дата      | Золото                                                                          | Серебро                                                                                   | Бронза                                                                        |
| Спринт свободным стилем              | 24 марта  | Сергей Устюгов ХМАО — Югра                                                      | Иван Якимушкин Тюменская область                                                          | Глеб Ретивых Тюменская область                                                |
| Скиатлон 30 км                       | 25 марта  | Сергей Устюгов ХМАО — Югра                                                      | Максим Вылегжанин Республика Удмуртия                                                     | / Артём Мальцев Нижегородская область/Республика Мордовия                     |
| 15 км классическим стилем            | 27 марта  | / Александр Большунов Тюменская область/Брянская область                        | / Александр Бессмертных Московская область/Кемеровская область                            | Илья Семиков Республика Коми                                                  |
| Командный спринт классическим стилем | 28 марта  | Тюменская область Глеб Ретивых Александр Большунов                              | Московская область Александр Бессмертных Никита Ступак                                    | Республика Удмуртия Дмитрий Япаров Максим Вылегжанин                          |
| Эстафета 4х10 км                     | 30 марта  | Тюменская область Евгений Белов Александр Большунов Денис Спицов Иван Якимушкин | Республика Удмуртия Сергей Ардашев Дмитрий Япаров Константин Главатских Максим Вылегжанин | Республика Коми Станислав Волженцев Илья Семиков Алексей Виценко Ермил Вокуев |
| 50 км свободным стилем, масстарт     | 1 апреля  | / Артём Мальцев Нижегородская область/Республика Мордовия                       | / Пётр Седов Московская область/Нижегородская область                                     | Максим Вылегжанин Республика Удмуртия                                         |
| 70 км классическим стилем, масстарт  | 15 апреля | Алексей Двоскин Санкт-Петербург                                                 | Илья Семиков Республика Коми                                                              | Рифат Сафиуллин ХМАО — Югра                                                   |

### Женщины
| Дисциплина                           | Дата      | Золото                                                                           | Серебро                                                                              | Бронза                                                                         |
| Спринт свободным стилем              | 24 марта  | / Наталья Непряева Московская область/Тверская область                           | / Наталья Матвеева Москва/Рязанская область                                          | / Елена Соболева Новосибирская область/ЯНАО                                    |
| Скиатлон 15 км                       | 25 марта  | / Анастасия Седова Нижегородская область/Республика Мордовия                     | Ольга Хлопотина Нижегородская область                                                | Анна Нечаевская Республика Татарстан                                           |
| 10 км классическим стилем            | 27 марта  | / Наталья Непряева Московская область/Тверская область                           | Мария Гущина ХМАО — Югра                                                             | / Анастасия Седова Нижегородская область/Республика Мордовия                   |
| Командный спринт классическим стилем | 28 марта  | Республика Коми Ольга Царёва Юлия Белорукова                                     | Тверская область Ирина Северина Наталья Непряева                                     | Москва Аида Баязитова Наталья Матвеева                                         |
| Эстафета 4х5 км                      | 30 марта  | Тюменская область Татьяна Алёшина Анна Жеребятьева Ольга Кучерук Ольга Репницына | Республика Татарстан Ольга Сергеева Алия Иксанова Диляра Сабирзянова Анна Нечаевская | Республика Коми Ольга Рочева Анастасия А. Власова Ольга Царёва Юлия Белорукова |
| 30 км свободным стилем, масстарт     | 31 марта  | Ольга Репницына Тюменская область                                                | Мария Давыденкова Республика Татарстан                                               | Мария Истомина Пермский край                                                   |
| 50 км классическим стилем, масстарт  | 14 апреля | / Анастасия А. Власова Республика Коми/Сахалинская область                       | Ольга Царёва Республика Коми                                                         | Анастасия Э. Власова Мурманская область                                        |